# Аноев, Александр Фёдорович
Александр Фёдорович Аноев (1874—1931) — русский военный  деятель, полковник (1914), генерал-майор (1920). Герой Русско-японской войны.

## Биография
Родился 24 сентября 1874 года[по какому календарю?].
В 1892 году  после окончания Московского 2-го кадетского корпуса вступил в службу. В 1894 году после окончания Александровского военного училища произведён в подпоручики и выпущен в 18-ю артиллерийскую бригаду. В 1897 году произведён в поручики, в  1901 году в штабс-капитаны. С 1900 года участник Китайского похода, за боевые отличия в этой компании был награждён орденом Святой Анны 4-й степени «За храбрость».
С 1904 года участвовал в Русско-японской войне: капитан 4-й Восточно-Сибирской артиллерийской бригады, был ранен. Участник боя у Цзиньчжоу и обороны Порт Артура. В ходе обороны крепости в августе 1904 года участвовал в защите позиций на Волчьих горах. В сентябре 1904 года был назначен командиром артиллерии редута Тахэ. В октябре — ноябре 1904 г. командовал артиллерией на фортах №2 и №3. Произведён в капитаны (старшинство от 15.11.1904). При штурме форта №3 был ранен и отправлен в госпиталь, откуда после капитуляции крепости 20 декабря 1904 года был отправлен как военнопленный в Японию. За храбрость в войне с Японией был награждён 25 февраля 1907 года Орденом Святого Георгия 4-й степени и 20 февраля 1909 года Золотым оружием «За храбрость».
С 1908 года — подполковник, командир 1-й батареи 27-й артиллерийской бригады. Участник Первой мировой войны во главе своей батареи. Участвовал в наступательных операциях в Восточной Пруссии летом и осенью 1914 в составе 3-го и 20-го армейских корпусов. С октября 1914 года полковник. При окружении 20-го армейского корпуса в феврале 1915 года был взят в плен во время последней попытки прорыва к Гродно.
Совершил попытку побега, но был задержан и в течение 20 месяцев находился в одиночном заключении. В ноябре 1918 года вернулся из плена и вступил в Добровольческую армию. Занимался сбором сведений о русском военном имуществе, оставшемся на бывшем Кавказском фронте Первой мировой войны. С августа 1920 года находился в Крыму, был произведён в генерал-майоры. После эвакуации из Крыма и пребывания в Галлиполи долгое время оставался на Ближнем Востоке. Служил у англичан в инспекции британских военных кладбищ, а затем в Российском Обществе Красного Креста. В конце 1920-х переехал во Францию.
Умер в Париже 3 февраля 1931 года. Похоронен на кладбище в предместье Парижа Вильжуиф.

## Награды
- Орден Святой Анны 4-й степени «За храбрость» (1903)
- Орден Святой Анны 3-й степени с мечами и бантом (1904)
- Орден Святого Станислава 2-й степени с мечами  (1904)
- Орден Святого Владимира 4-й степени с мечами и бантом (ВП 10.08.1904)
- Орден Святого Георгия 4-й степени (ВП 25.02.1907)
- Золотое оружие «За храбрость» (ВП 20.02.1909)
- Орден Святого Владимира 3-й степени с мечами  (ВП 15.12.1914)